# OsmocomBB
OsmocomBB (open-source mobile communications – baseband), em português comunicações móveis de código aberto - banda base, é um firmware livre fundado por Harald Welte para o processador de banda base de telefones celulares GSM, que lida com a codificação e a comunicação por rádio de voz e dados.
O OsmocomBB implementa as três camadas OSI mais baixas da pilha de protocolos GSM e dos drivers de dispositivo do lado do cliente do protocolo GSM. As camadas de protocolo que formam o kernel existem no processador de banda base, geralmente consistindo em um processador ARM e um processador de sinal digital.

## História

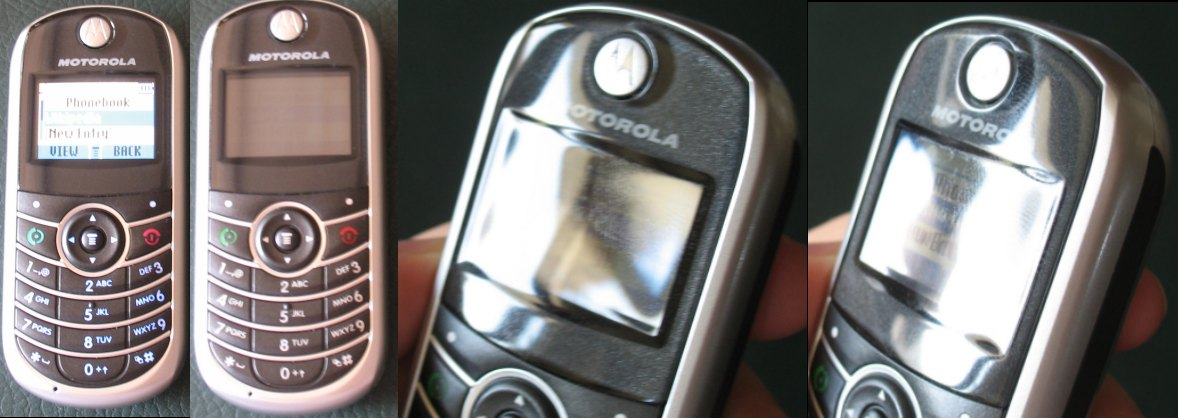
Motorola C139, um modelo compatível com OsmocomBB

Depois de desenvolver o OpenBSC, uma implementação do lado do controlador da estação base do protocolo A-bis, os autores desejaram criar uma implementação gratuita do lado do cliente do protocolo GSM em janeiro de 2010. O GSM está em uso desde 1991, mas o OsmocomBB ainda é a única implementação gratuita, excluindo projetos com falha, como o TSM30, do THC e do MadOS.
Os desenvolvedores trabalham com o chipset "Calypso" produzido pela Texas Instruments, devido à quantidade de informações (por exemplo, disponibilidade da folha de dados) que facilita a invasão. Após o lançamento da biblioteca libosmocore do OpenBSC, foi possível reutilizar muito código no OsmocomBB.